# Hanna Kóčka-Krenz
Hanna Maria Kóčka-Krenz (ur. 30 marca 1947 we Wrocławiu) – polska archeolog, profesor nauk humanistycznych, dziekan Wydziału Historycznego Uniwersytetu im. Adama Mickiewicza w Poznaniu w latach 2008–2012, prezes Poznańskiego Towarzystwa Przyjaciół Nauk w latach 2011–2014. Odkrywca Palatium Mieszka I.
Jest córką polskiego archeologa serbołużyckiego pochodzenia Wojciecha Kóčki.

## Życiorys
Studia magisterskie z zakresu historii sztuki odbyła w latach 1964–1969, a z zakresu archeologii 1965–1970 na Uniwersytecie im. Adama Mickiewicza. Magisterium uzyskała na podstawie pracy Kabłączki skroniowe z ziem polskich.
Od 1973 roku była asystentem w Katedrze Archeologii UAM w Poznaniu. Doktorat i adiunkturę uzyskała w 1981 r., stopień doktora habilitowanego w 1994 r.
W latach 1996–2012 była profesorem nadzwyczajnym UAM. Od maja 2012 jest profesorem zwyczajnym.
W grudniu 2011 Prezydent RP nadał jej tytuł naukowy profesora nauk humanistycznych.
W latach 1996–2008 była dyrektorem Instytutu Prahistorii UAM, a 13 maja 2008 została wybrana dziekanem Wydziału Historycznego UAM na kadencję 2008–2012 (urzędowanie rozpoczęła z dniem 1 września 2008).
W latach 2011–2014 pełniła funkcję prezesa Poznańskiego Towarzystwa Przyjaciół Nauk (PTPN). 
Specjalizuje się w historii wczesnego średniowiecza zwłaszcza złotnictwa wczesnośredniowiecznego oraz budowli obronnych w Wielkopolsce. Prowadziła wieloletnie badania terenowe nad średniowiecznym zespołem osadniczym w Górze koło Poznania oraz od 1999 roku badania na terenie Ostrowa Tumskiego w Poznaniu, w wyniku których odnaleziono rezydencję pierwszych Piastów z 2. połowy X w. oraz Palatium Mieszka I.
W 2017 otrzymała tytuł Honorowego Obywatela Miasta Poznania, w uznaniu „dla wybitnych osiągnięć naukowych z zakresu archeologii i historii wczesnego średniowiecza ze szczególnym uwzględnieniem prac badawczych na Ostrowie Tumskim w Poznaniu i odnalezienia rezydencji pierwszych Piastów”.